# Efrat Gosh
Efrat Gosh (in ebraico אפרת גוש‎?; Herzliya, 3 novembre 1983) è una cantante, musicista, compositrice israeliana.

## Biografia
Gosh è nata nel 1983 ed è cresciuta a Herzliya, Israele. Ha frequentato il dipartimento di musica alla scuola superiore Alon a Ramat HaSharon. Ha continuato la sua formazione presso la scuola di musica Rimon, concentrandosi e specializzandosi sul Jazz.  Efrat è stata influenzata dalla musica di Billie Holiday, Édith Piaf, Louis Armstrong e Charlie Parker.

## Carriera musicale

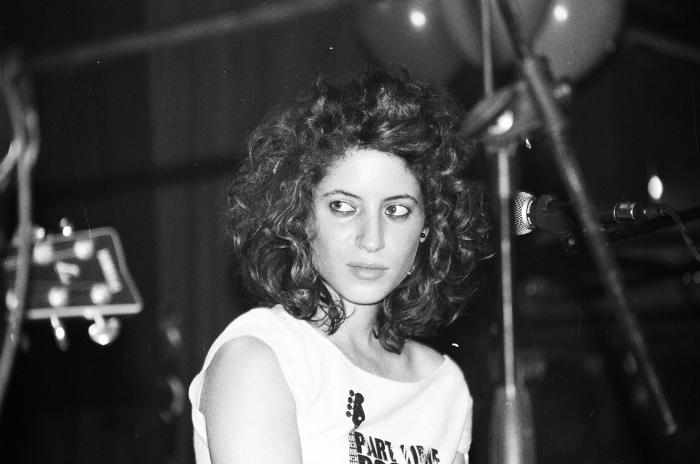
Efrat Gosh

La sua carriera musicale comincia con un demo assieme a Yoni Bloch che aveva scritto per Nurit Galron (una famosa cantante israeliana). Lei accettò e una settimana dopo fu invitata a cantare come corista in vari spettacoli di Bloch, collaborazione che si è rivelata importante; questo infatti le ha permesso di conoscere Chaim Shemesh, il capo dell'etichetta di musica israeliana NMC, con il quale Yoni Bloch ha firmato un contratto.
Shemesh, famoso talent scout che aveva già scoperto e fatto conoscere al pubblico stelle di talento come Aviv Geffen, Eifo HaYeled, HaKhaverim Shel Natasha, HaYehudim, Eviyatar Banai e molti altri artisti, è stato così colpito dalla corista che ha firmato subito un contratto con lei.

## Discografia
- 2005 Efrat Gosh «Efrat Gosh» (in ebraico אפרת גוש‎?)
- 2007 Forgiveness and me[2] «Ha-slicha ve-ani» (in ebraico הסליחה ואני‎?)
- 2010 Ah ah ah love «Ah ah ah ahava» (in ebraico אה אה אה אהבה‎?)